# Diospyros acris
Diospyros acris là một loài thực vật có hoa trong họ Thị. Loài này được Hemsl. mô tả khoa học đầu tiên năm 1895.